# 利希慎家族
利希慎家族，始興於1920年代，是香港早期的香港四大家族之一，其餘為周永泰家族、何啟東家族、李佩材家族（亦有一說為何啟東家族、羅文錦家族、高可寧家族），以販賣鴉片起家。

## 家族之間關係
利希慎家族與其他家族之各種關係：

與簡東浦家族的姻親關係
- 利舜賢＝簡悅慶

與雷瑞德家族的姻親關
- 利蘊珍＝雷禮權

與龐鼎元家族的姻親關係
- 利子厚＝龐卓貽

與澳門何老桂／何連旺家族的姻親關係
- 尤桂芳（尤芷韻）＝何家權

## 興起歷程
利希慎家族中各人之興起歷程：
- 利希慎的興起歷程：先創辦裕盛行，及後投資地產業
- 利孝和的興起歷程：先任職希慎置業有限公司，及後創辦電視廣播有限公司
- 利國偉爵士的興起歷程：先任職國華銀行，及後任職恒生銀行至升任董事長

## 家族成員
利希慎家族的家族成員：
- 利策名（祖父）
  - 利良奕（父親）
    - 大哥：利雁臣
      - 侄子：利裕盛（專營鴉片的裕盛行持牌人，公司資本300萬元，利氏家族占三分之二股，利希慎任總經理及公司主要控制人。[1]

    - 利希慎（1879年－1928年4月30日）＝黃蘭芳（元配）[2]、張門喜，又名張瑞蓮、蘇嫻、吳佩珊（妾侍）
      - 長子：利銘澤（1905年3月7日—1983年7月6日）[3]＝黃瑤璧
        - 利志翀
        - 利志剛＝盧妙玲
          - 利敦仁
          - 利敦禮
          - 利承武

        - 利德蓉 Dr. Deanna Lee Rudgard, BA, MD
        - 利德蕙＝伍衛權

      - 長女：利翠蘭＝尤應崧
        - 尤桂芳（尤芷韻）＝何家權
          - 何筱華＝洪光霽
            - 洪有慶＝小林紀恵
              - 小林櫻生
              - 小林美櫻

          - 何筱韻＝任永昌
            - 任凱珊

          - 何秉皓＝黃逸芝

        - 尤桂湘
        - 尤桂儀
        - 尤桂餘＝黎權威

      - 次子：利銘洽（1906年—1984年11月29日）[4]＝唐麗蕙
        - 利漢釗＝黃玉嬋
          - 利德仁
            - 利逸安

        - 利慶雲＝劉新彌
        - 利慶茵＝葉成樟
        - 利慶萱＝鄭定亞
        - 利漢楨＝何之妍
        - 利漢輝

      - 三子：利孝和（原名利榮根，1910年—1980年6月27日）[5]＝陸雁群（1923年8月1日—2022年2月12日）
        - 利蘊梅（1950年—1957年）
        - 利蘊蓮＝伊恩錦
        - 利憲彬＝鄭兆崙
          - 利善民

        - 利蘊珍＝雷禮權
          - 雷正揚
          - 雷正殷

      - 四子：利榮森（1915年－2007年2月24日）＝劉月華
        - 利乾

      - 五子：利榮傑（？—2005年）＝梁趣沂
        - 利定昌

      - 六子：利榮康（1924年12月－1990年）＝甄嘉麗（前妻）、陸英傑
        - 利宗文

      - 七子：利榮達（1927年—）＝方笑寬
        - 利子謙
        - 利子厚＝Munkhzul Odkhuu（前妻）、龐卓貽
        - 利子潔

      - 次女：利舜華＝鄭觀成
      - 三女：利舜英＝施伯瑞
      - 四女：利舜棐＝歐陽公實
      - 五女：利舜賢＝簡悅慶
      - 六女：利舜豪＝袁自勉
      - 七女：利舜儀＝張振祥
      - 八女：利舜娥＝陸培湧

  - 叔叔：利文奕
    - 堂弟：利樹培
      - 堂長侄：利國偉爵士（1918年8月5日—2013年8月10日）＝易海倫
        - 利劍虹＝梁祥彪
        - 利永立[6]＝王星芬
          - 利慧怡
          - 利靖怡
          - 利志良

        - 利永志
        - 利宛紅

      - 堂次侄：利錦桓
      - 堂三侄：利錦輝
      - 堂四侄：利國安

## 家族統計
- 行政會議成員：利銘澤、利國偉
- 立法會議員：利銘澤、利國偉
- 獲頒大紫荊勳章：利國偉
- 獲頒GBS：利漢釗
- 太平紳士：利銘澤、利榮森、利國偉
- 市政局議員：利銘澤
- 獲頒KBE：利國偉
- 獲頒CBE：利銘澤、利國偉
- 獲頒OBE：利銘澤、利榮森

## 相關

### 範圍
- 利園山

### 建築
- 利舞臺
- 希慎廣場
- 利園一期、二期、三期、五期及六期

### 街道
- 利園山道
- 希慎道（利希慎本人）
- 蘭芳道（利希慎正室：黃蘭芳）
- 恩平道、新寧道、開平道、新會道（利氏家族家鄉：廣東四邑）
- 啟超道、白沙道（分別為廣東四邑的兩位名人：梁啟超、陳白沙）